# Károly Dietz
Károly Dietz (Sopron, 21 de julho de 1885 - 9 de julho de 1969) foi um futebolista e treinador húngaro. 

## Carreira
Károly Dietz foi um dos treinadores do elenco da Seleção Húngara de Futebol da Copa do Mundo de 1938. 

## Ligações Externas
- Perfil em Fifa.com (em inglês)